# Candidià
Candidià, en llatí Gaius Valerius Candidianus, nascut aproximadament el 297 i mort el 313, va ser fill de l'emperador romà Galeri.
Candidià va néixer d'una concubina de Galeri, i la seva legítima esposa, Galèria Valèria, el va adoptar. Galeri havia ideat un pla per a aconseguir que abdiqués Constanci I Clor, i ell mateix fos nomenat August amb Licini, regnar durant uns vint anys, i abdicar després a favor de Candidià. Amb aquesta idea, Candidià va ser nomenat Cèsartítol que va ostentar de l'any 310 al 311, quan va fracassar tot el projecte per la mort sobrevinguda de Galeri.
Galèria Valèria va demanar acolliment a Maximí Daia (fill d'una germana de Galeri) i Candidià l'acompanyava juntament amb la seva àvia Prisca, l'esposa de Dioclecià. Els tres van haver de marxar a l'exili cap als deserts de Síria, quan Valèria es va negar a casar-se amb Maximí.
Quan Maximí va morir, el nou emperador Licini va acollir amb benevolència a Candidià i la seva mare. Però el mateix Licini per evitar competidors, va iniciar una purga contra les famílies dels antics membres de la Tetrarquia. Candidià va ser mort, i també la filla de Maximí, de només set anys, que estava promesa amb ell en matrimoni.